# Anna Arkadjewna Smolina
Anna Arkadjewna Smolina (russisch Анна Аркадьевна Смолина, englisch Anna Smolina; * 1. September 1994 in Kasan) ist eine ehemalige russische Tennisspielerin.

## Karriere
Smolina spielte vor allem bei Turnieren der ITF Women’s World Tennis Tour, wo sie vier Titel im Doppel gewinnen konnte.

## Turniersiege

### Doppel
| Nr. | Datum            | Turnier      | Kategorie   | Belag           | Partnerin          | Finalgegnerinnen                      | Ergebnis          |
| --- | ---------------- | ------------ | ----------- | --------------- | ------------------ | ------------------------------------- | ----------------- |
| 1.  | 5. November 2011 | Minsk        | ITF $10.000 | Teppich (Halle) | Polina Monowa      | Olha Jantschuk Lidsija Marosawa       | 6:3, 6:4          |
| 2.  | 28. Januar 2012  | Kaarst       | ITF $10.000 | Teppich (Halle) | Margarita Betowa   | Alexandra Artamonova Marina Melnikowa | 62:7, 6:2, [10:8] |
| 3.  | 7. Juli 2012     | Brüssel      | ITF $10.000 | Sand            | Daniela Seguel     | Elyne Boeykens Karolina Wlodarczak    | 2:6, 6:2, [10:7]  |
| 4.  | 25. August 2012  | Braunschweig | ITF $10.000 | Sand            | Jasmina Kajtazovič | Kim-Alice Grajdek Sylwia Zagorska     | 6:1, 6:3          |